# Izydor Faterson
Izydor Faterson, także Izrael Faterson (ur. 13 października 1875 w Warszawie, zm. 27 stycznia 1933 w Łodzi) – działacz socjalistyczny, wiceprezydent Łodzi.

## Życiorys
Faterson pochodził z Warszawy, gdzie ukończył szkołę realną i Szkołę Handlową Leopolda Kronenberga. W 1888 dołączył do II Proletariatu, a także działał w Stowarzyszeniu Wiedzy i Sztuki Narodu Żydowskiego. Zaangażował się w agitację socjalistyczną wśród młodzieży żydowskiej – założył w szkole rzemieślniczej dra Poznańskiego pierwsze żydowskie kółko socjalistyczne powiązane z Centralnym Kołem Żydowskiej Młodzieży Studiującej. W 1891 został wraz z Maksymilianem Heilpernem współzałożycielem Żydowskiej Organizacji Polskiej Partii Socjalistycznej – najstarszej organizacji żydowskiej działającej w Królestwie Polskim. W czerwcu 1893 współorganizował pierwszą manifestację socjalistyczną w Warszawie w związku z obchodem tzw. święta wianków. Po manifestacji został zdradzony, a następnie aresztowany i uwięziony w X Pawilonie Cytadeli Warszawskiej. Następnie został skazany na 5 lat zesłania do Kireńska. Wróciwszy z zesłania, w związku z zagrożeniem ponownym aresztowaniem, zamieszkał w Liège, gdzie zdał maturę i podjął studia na miejscowej na politechnice, w trakcie których przeniósł się do Paryża, gdzie zdobył stopień licencjata nauk matematycznych na Uniwersytecie Paryskim. W 1902 dołączył do PPS i działał w jej zagranicznych filiach. Był zwolennikiem asymilacji Żydów oraz przeciwnikiem nauczania dzieci żydowskich w jidysz.
W 1912 przeniósł się do Łodzi, gdzie zamieszkał przy ul. Przejazd 89 (obecnie ul. Juliana Tuwima) zajął się działalnością handlową oraz publicystyczną. Pisał artykuły m.in. dla „Nowej Gazety Warszawskiej” i „Wszechświata”. W 1917 został członkiem Rady Miejskiej w Łodzi z ramienia PPS, w której należał do komisji do spraw ogólnych, był członkiem zarządu Oddziału Opałowego w ramach Wydziału Zaprowiantowania Miasta. W 1919 Faterson oraz Wacław Wojewódzki zostali pierwszymi wiceprezydentami Łodzi w niepodległej Polsce. Z czasem zrezygnował ze stanowiska, wycofując się z działalności samorządowej i skupił się na pracy jako przedstawiciel zagranicznej firmy. Wspierał Teatr Polski w Łodzi, a także przekazał księgozbiór liczący 800 książek dla Miejskiej Biblioteki Publicznej w Łodzi. Należał do Stowarzyszenia Techników w Łodzi.
Spoczywa na nowym cmentarzu żydowskim w Łodzi.